# 한국의 청동기 시대

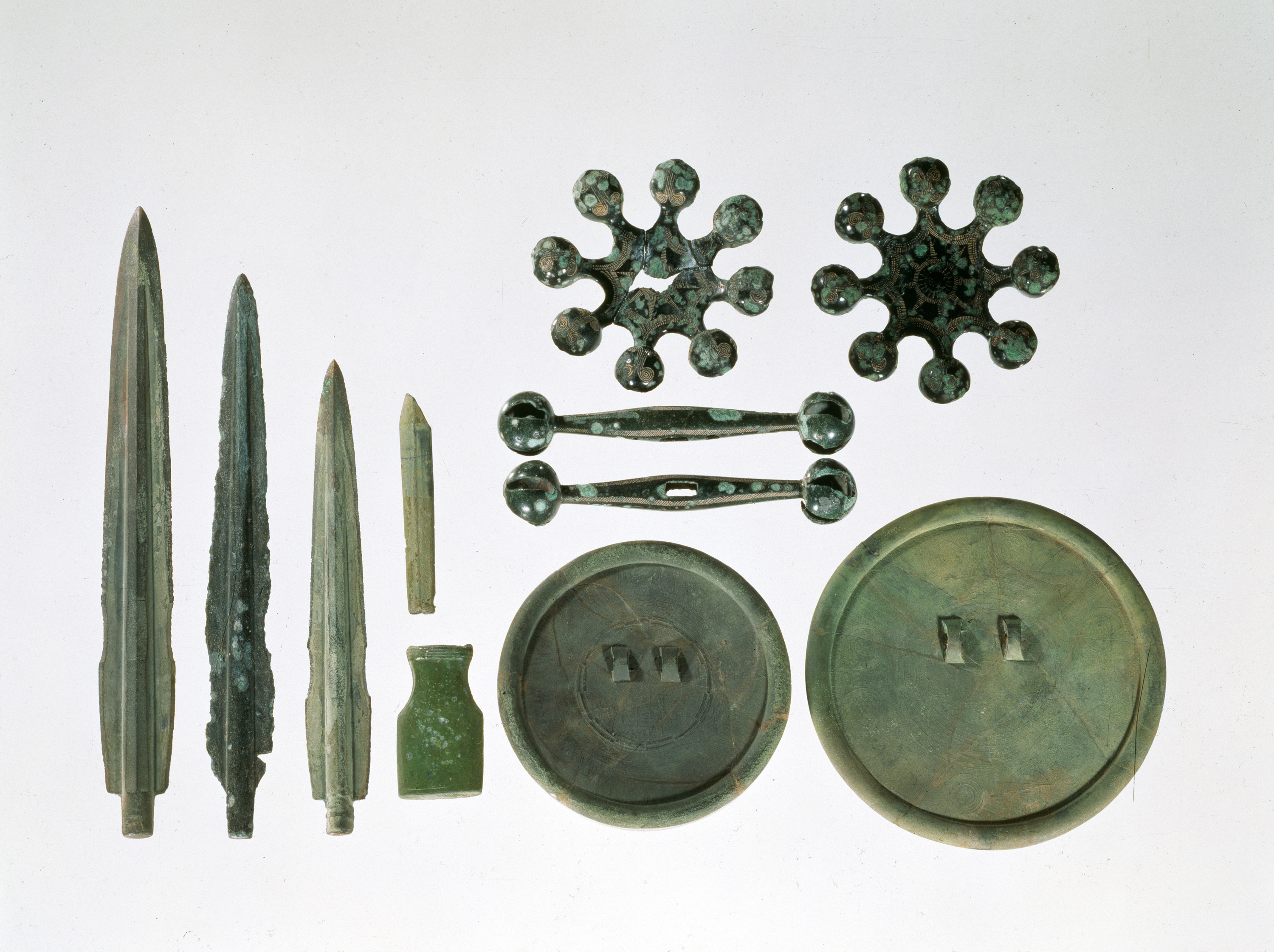
전라남도 화순군 대곡리에서 출토된 국보인 청동기 일괄

고고학에서 한국의 청동기 시대는 기원전 15세기부터 기원전 4세기의 시기에 해당된다.
한반도에 청동기 시대가 존재한다는 것이 학술적으로 인정받게 된 것은 1945년 광복 이후의 일이다. 그러므로 청동기 시대에 관하여 그 간의 경위를 살펴볼 때 한국의 청동기 시대 연구도 나름대로의 복잡한 과정을 거쳤다는 것을 알 수 있다. 한국의 청동기 시대는 다른 지역의 청동기 시대와는 특징적인 면에서 차이점을 보이기 때문에 민무늬토기 시대라고 명명한다.

## 특징 및 연구

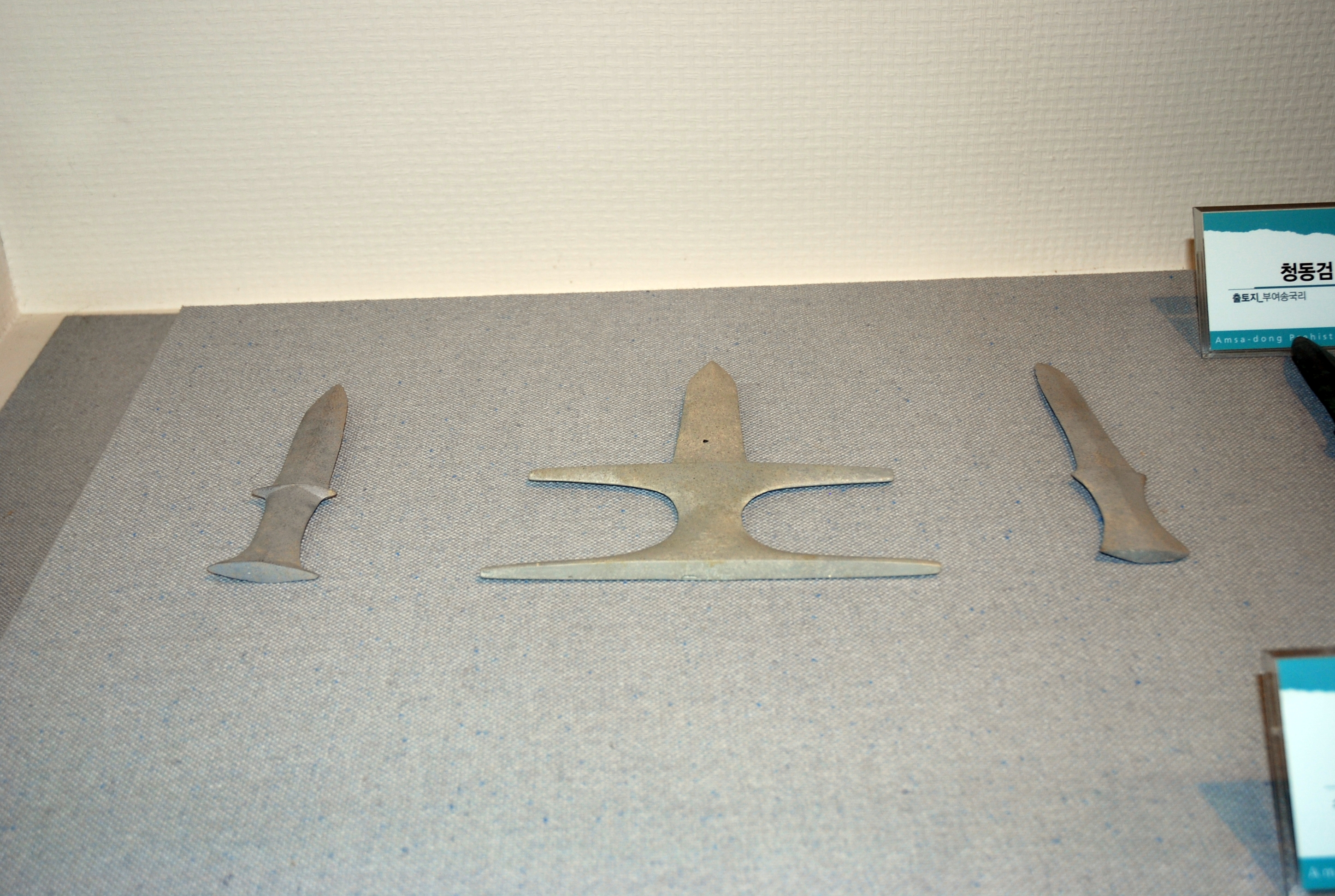
청동기 유물과 함께 출토된 간 돌칼

개화기에서 일제강점기에는 식민사관에 입각한 일본 학자들이 한국의 고고학을 연구하였을 때, 한국에는 물론 청동기 시대가 없었다고 보았으며, 그뿐만 아니라 금속문화라는 것 자체도 한국에서는 독자적인 발전이 없이 중국으로부터의 영향이라고 일관되게 생각하였으나, 광복(1945년)이후 한국인에 의한 고고학 연구가 활발해짐에 따라 독자적인 청동기 문화가 존재한다는 것이 차츰 알려지게 되었고, 또한 각처에서 청동기 유물이 나타남으로써 물적 증거가 되기 시작하였다.
과거에는 한국의 청동기 유물은 북한(北韓) 지역에만 있다는 설도 있었지만, 지금에 와서는 한반도 전역에서 청동기 유물이 출토(出土)되고 있어 모두 시정되었다. 현재 청동기 유물의 분포를 보면, 함경북도에서부터 전라남도에 이르기까지 광범위하게 출토되고 있다. 광복 이후 한국인에 의한 고고학 연구가 활발해짐에 따라 한국에도 독자적인 청동기 문화가 존재한다는 것이 차츰 알려지게 되었고, 또한 각처에서 청동기 유물이 나타남으로써 물적 증거가 되기 시작하였다.
원래 청동기 시대는 석기 시대를 거치거나 지역에 따라서는 석기와 공존하는 금석 병용기 시대(金石倂用器時代) 혹은 동기 시대(銅器時代)를 거친 뒤에 나타나는데, 한국에서는 뚜렷한 금석병용기의 유물은 발굴되지 않았다. 청동기 유물은 석기와 함께 나오거나 순수하게 청동 유물만 나오기도 하며, 철기와 함께 출토(出土)되기도 한다. 이는 보편적인 현상임에도 일제강점기의 연구는 철기가 나오는 김해 패총(金海貝塚, 조개더미)을 금석 병용기라고 정의하였다.
청동기가 구리와 주석을 합금하여 만든 금속기임을 상기해보면, 주석이 거의 산출되지 않는 한반도 내에서는 외부에서 원료를 입수할 수밖에 없었다. 한반도와 일본 인근에 위치한 가까운 주석 광산으로 중국 북편의 내몽고 지역과 양쯔강 이남 지역이 거론된 바 있다.

### 시대의 상한
현재까지 발견된 우리나라 최고(最古) 청동 유물은 2016년 11월 강원 정선군 아우라지 유적에서 출토된 청동 장신구 유물이며, 방사성탄소연대 측정 결과 기원전 13세기 유물로 판명되었다.
현재 청동기 시대의 상한(上限) 문제는 학계에서 정론(定論)이 없는데, 기원전 15~10세기, 기원전 20~15세기 등 대체로 두 설로 나누고 있으나, 한국의 청동기 유물이 중국적인 영향권이 아니므로, 재검토해야 할 많은 문제점을 안고 있다. 예를 들어 한국의 돌널무덤은 그 분포가 남(南)시베리아·만주·한국 등지까지 넓게 퍼져 있는데, 시베리아의 돌널무덤은 기원전 15세기므로, 이 연대가 한국의 청동기를 이해하는 데 큰 도움을 준다. 위에서 살펴본 바와 같이 한국의 돌널무덤에서도 청동기 유물이 나오기 때문에, 한국의 청동기 문화가 반드시 기원전 15세기에서 시작되는 것이 아니라 향후 그 연대가 더 올라갈 것으로 볼 수 있다. 그럼에도 논란은 여전했다.

## 유적 및 유물

### 한국 고유의 청동기

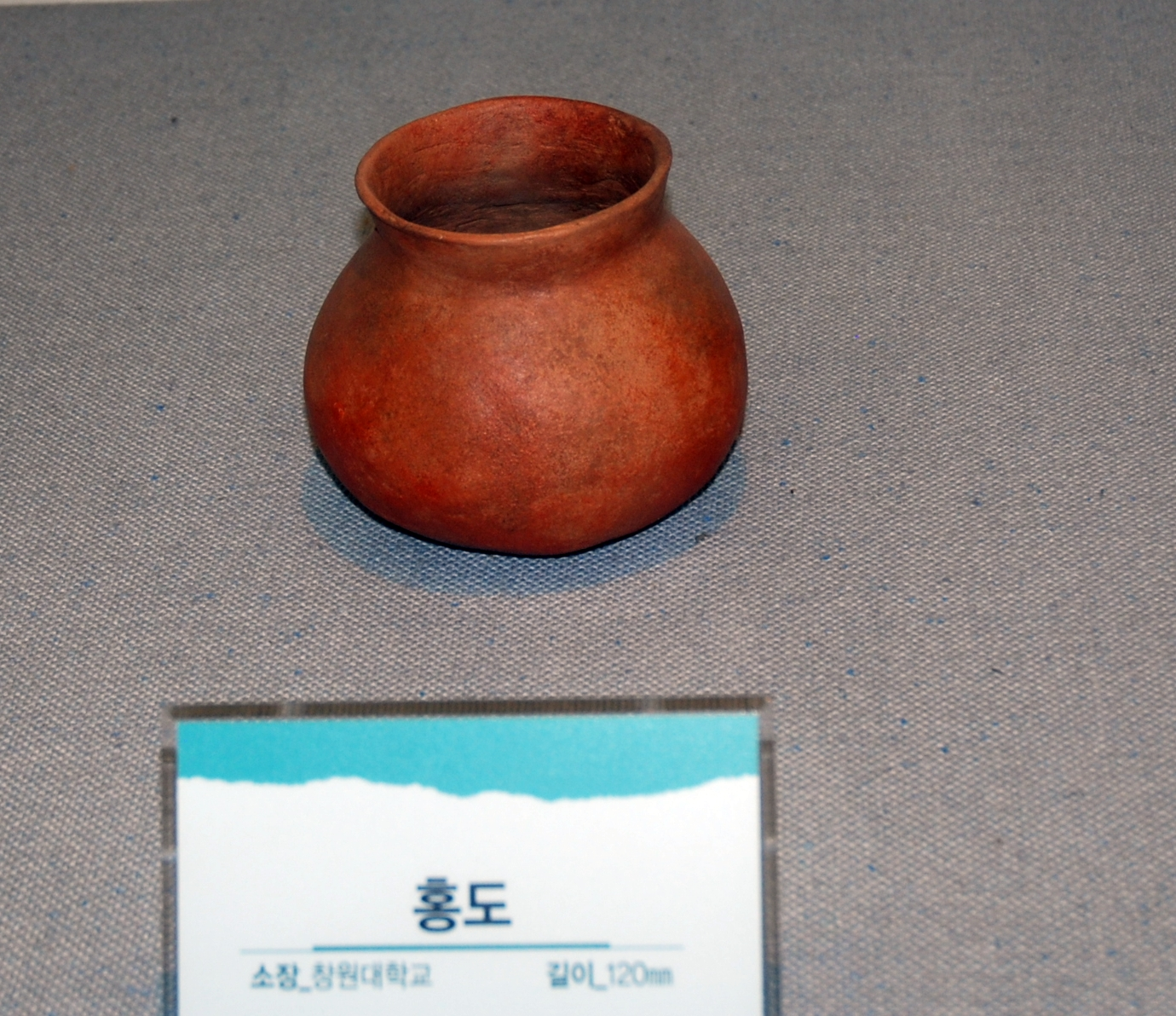
붉은 간토기

한국의 청동기로는 세형 동검(細形銅劍)·잔무늬 거울(다뉴세문경(多鈕細紋鏡))·청동촉(靑銅鏃)·구리창(동모(銅鉾)) 등이 있다. 특히 세형 동검은 만주, 한국, 일본의 규슈(九州), 러시아의 연해주에까지 걸친 광대한 지역에서 출토되고 있다. 지난날 한국에서 나오는 간석기 돌검은 동검의 모방품이라고 보았지만, 지금은 그러한 해석이 타당성을 잃고 있다. 그외 경문청동기를 비롯하여 제사나 주술 등에 사용되었을 것이라고 추측되는 가지방울이나 잔무늬 거울 등이 출토되고 있다.

### 토기

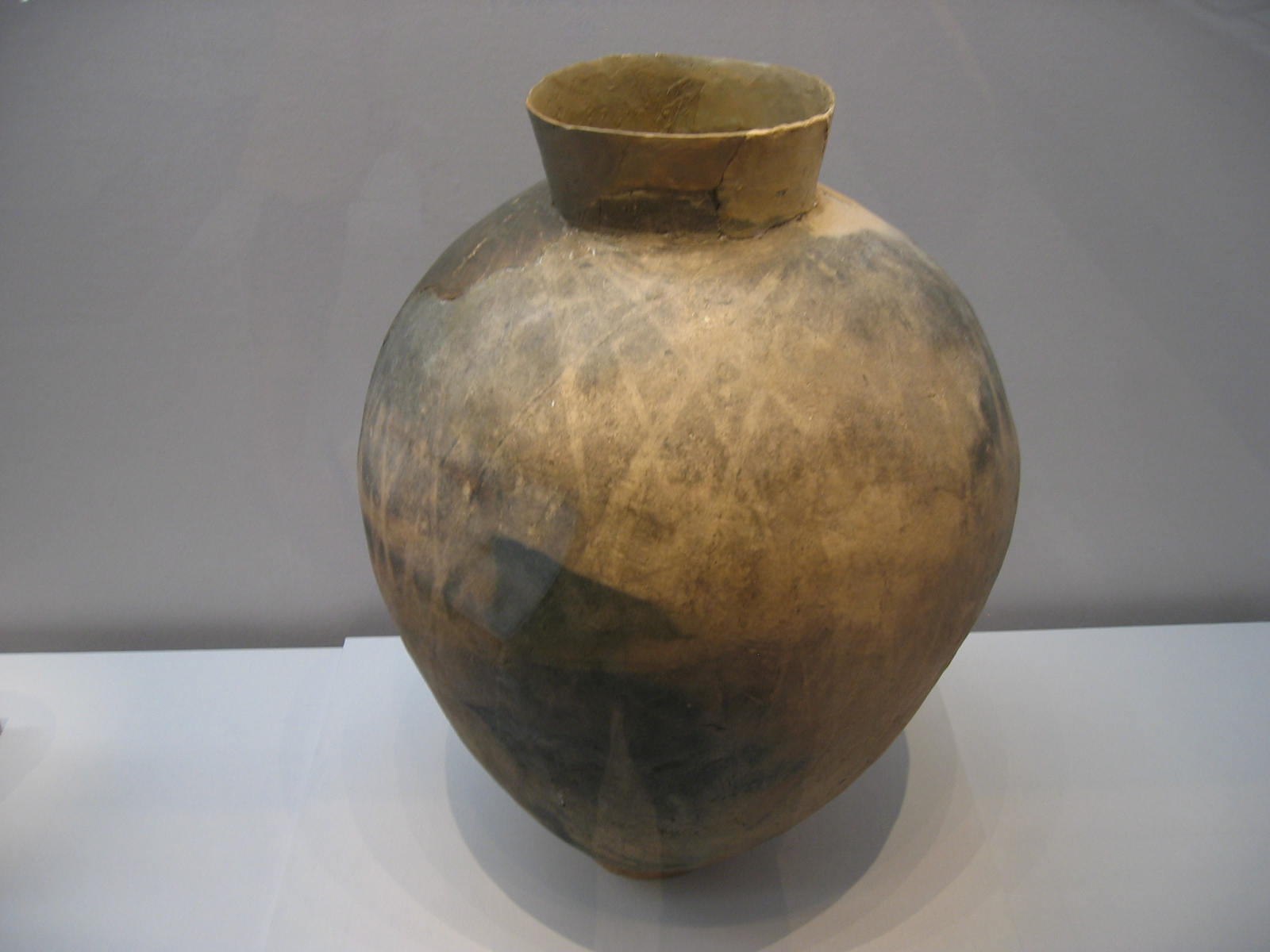
진주시 대평면에서 출토된 민무늬 토기

청동기와 함께 출토되는 토기는 주로 민무늬 토기이다. 이 민무늬 토기는 무늬 토기와는 달리 일반적으로 구릉 지대에서 출토되고 있지만, 때때로 청동기와도 함께 오고 있다. 또 대전 괴정동의 예에서 보는 것처럼 검은간토기가 청동기와 함께 출토되기도 한다. 특히 민무늬 토기는 무늬 토기(특히 빗살무늬 토기)와 달리 밑이 편편한 것이 특징인데, 반달 돌칼이 나오는 경우 그것은 예외 없이 민무늬 토기 유적이며, 무늬 토기와는 관계가 없다. 반달 돌칼은 중국 룽산 문화(龍山文化)의 특징인데, 이것으로 미루어 보면 농경이 있었다는 증거로 삼을 수 있지만, 그것이 전파된 경로는 아직도 정확하지 않다.
- 민무늬 토기(덧띠 토기)
- 미송리식 토기
- 붉은 간토기(홍도)
- 검은 간토기(흑도)

### 무덤

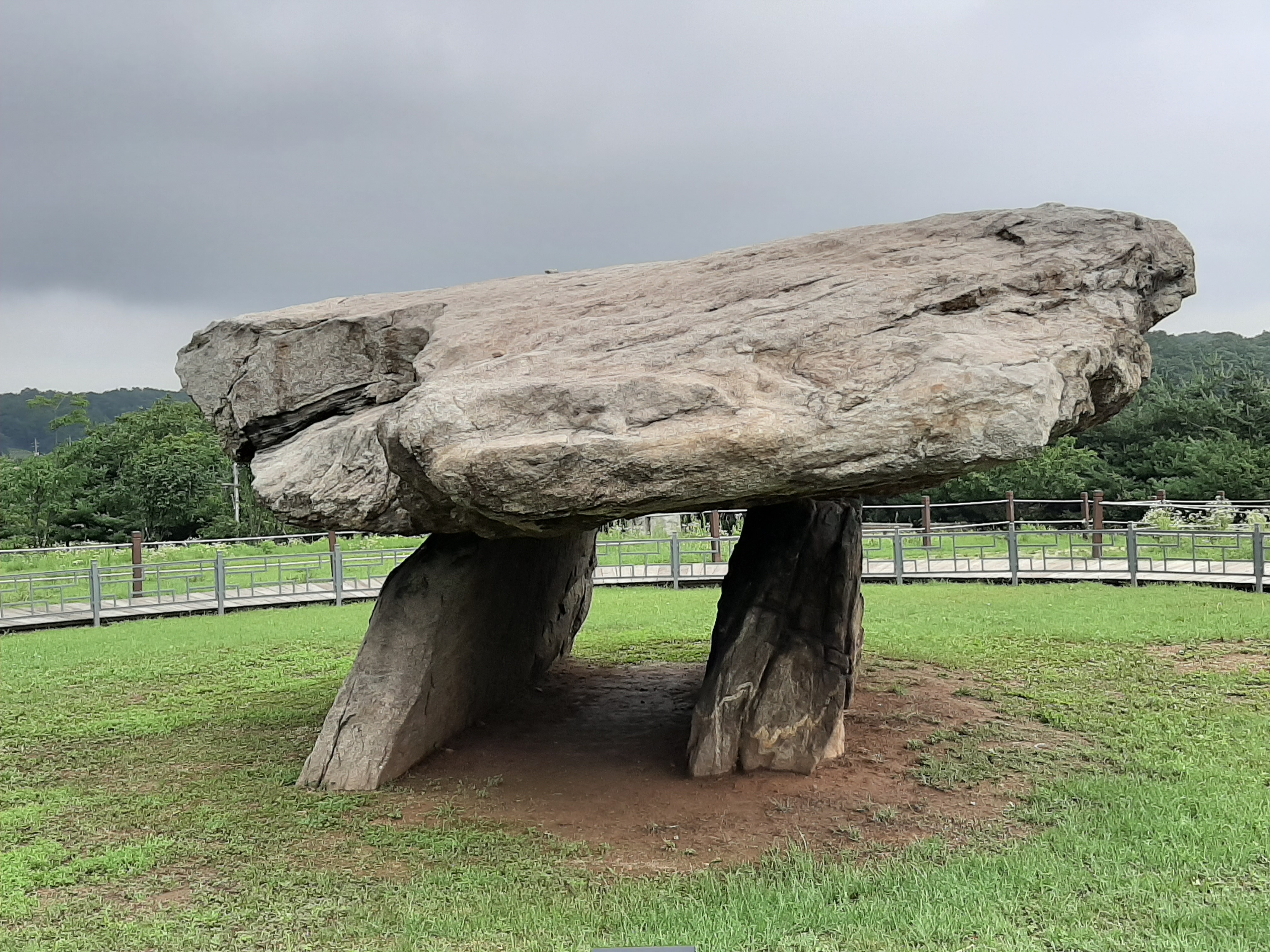
강화도 고인돌

청동기가 출토되고 있는 묘제, 곧 무덤에 대한 관습이나 제도의 예를 몇 가지 들어보면, 널무덤·고인돌(Dolmen, 지석묘)·돌널무덤(석관묘), 독무덤(옹관묘), 움무덤(토광묘) 등인데, 이를 각각 살펴보면 다음과 같다.

#### 널무덤
은파군 갈현리 하석동, 황주군 천주리 한밭골, 황주군 흑교리(黑橋里), 재령군 부덕리 수역동, 은율군 운성리, 황주군 선봉리, 경주 구정리(九政里) 등에서 세형 동검 등이 쇳조각(철편(鐵片))들과 함께 출토되었다. 함경도에서도 흥남군 호상동, 홍원군 운포리, 영흥군 소라리, 성주군 대성리, 경성군 동관리, 신창군 세동리에서 청동 유물이 나온 바 있다.

#### 돌널무덤
강계군 어뢰면, 영덕군 사천리, 사리원 상매리, 서광군 천곡리에서 청동 유물이 출토되었다.

#### 고인돌
한국의 고인돌도 지난날에는 남방식(南方式)·북방식(北方式)으로 확연히 구별하였지만, 북에서도 남방식의 고인돌이 나타나고 있어 정확한 개념이라고는 할 수가 없다. 양주군 사노리, 봉산군 어수구, 김해 무계리에서 청동 유물을 얻고 있다. 이 외에도 대전시 괴정동과 전라남도 화순에서 청동제 유물이 나와 귀중한 학술적 가치를 던져 주고 있다.
이 고인돌도 전파 경로가 불명(不明)인데, 중국의 동북지방에 많이 분포되고 있지만, 동북아시아에서는 만주·한국과 일본의 구주 지방에 집중적으로 퍼져 있다. 그러므로 한국의 고인돌이 자체 발생 문화인지, 대륙이나 해로(海路)로 들어온 것인지는 아직도 단언할 수가 없다. 최근의 연구에 따르면 고인돌의 연대는 기원전 8세기 이전에 시작되어 기원전 3~2세기까지 존속한 것으로 보고되고 있다.

### 대표 유적지
- 부여 송국리 선사유적지
- 울주 검단리 유적
- 진주 남강 유적지
- 의창 덕천리 유적
- 여주 흔암리 유적

## 경제 활동
청동기 시대의 경제활동은 어로(漁撈)나 수렵 및 채집과 같은 초보적 단계를 벗어나 최소한 식량을 자급자족하는 단계에 들어가 있었다. 이미 살펴본 바와 같이 반달 돌칼의 존재는 농경의 가능성을 증명하는 것이고, 거대한 고인돌을 조영(造營)할 수 있는 힘도 실은 양곡의 충족 위에서만 가능한 일이다. 그뿐만 아니라 청동기라는 이기(利器)를 만든다는 것 자체가 벌써 신분제의 초기적 성립을 보여주기 때문에 자유자재의 양식 생산이 가능한 사회에서 청동기가 만들어졌던 것이다. 이들 청동기를 만들 수 있는 사회적 바탕이 곧 고대 국가를 세울 수 있는 힘과 조직의 근원이 된 것이다.

## 사진

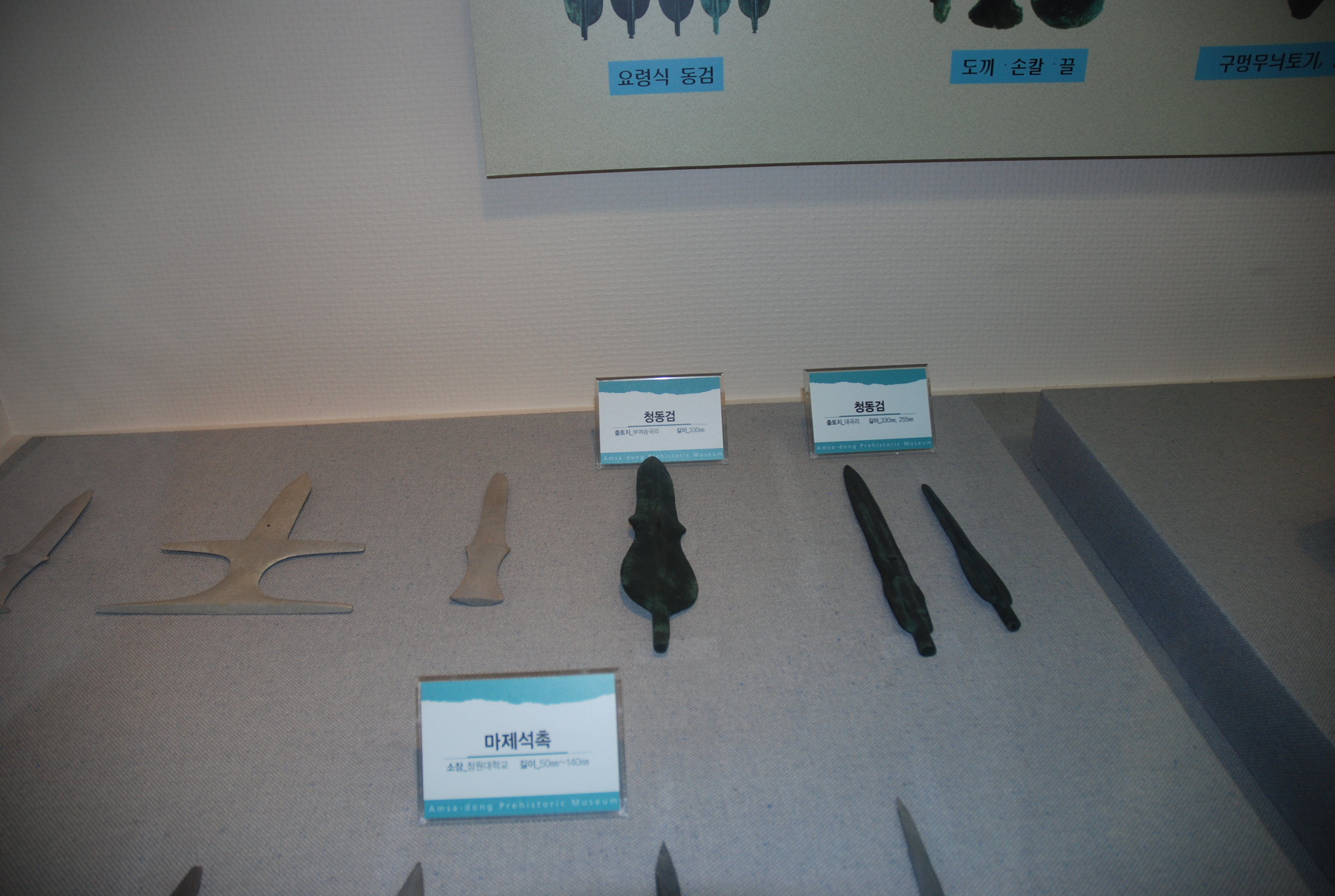
청동기 시대의 청동칼과 간 돌칼
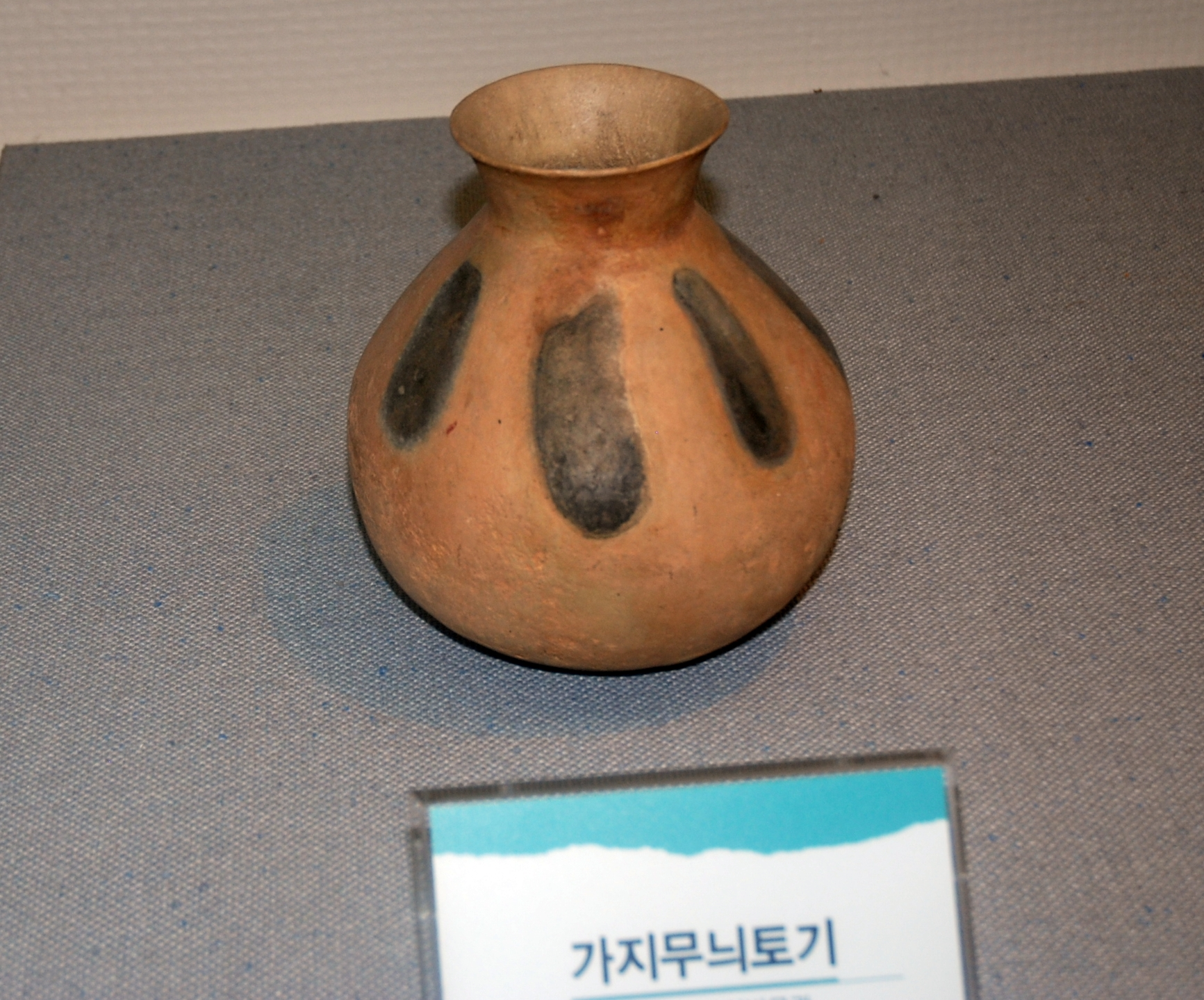
가지 무늬토기

## 같이 보기
- 민무늬토기 시대
- 한국의 선사 시대
- 한국의 구석기 시대
- 한국의 신석기 시대
- 청동기 시대
- 석기 시대
- 철기 시대
- 고조선